# 원전하나줄이기
원전하나줄이기(영어: One Less Nuclear Power Plant)란 대한민국 수도 서울특별시의 지역에너지 정책으로서, 후쿠시마 원전사고, 전국 순환정전 등 에너지 위기와 지구온난화 등 기후변화에 대응하기 위해 2012년 4월 시작하였다.
시민과 함께 에너지를 절약하고 신재생 에너지를 생산함으로써 2014년까지 원자력 발전소 1기에서 생산하는 200만 TOE만큼의 에너지를 절감하는 것을 목표로 하였으며, 당초 계획보다 6개월 앞당긴 2014년 6월 204만 TOE를 초과 달성하였다.(서울시는 이후 2014년 8월 [[원전하나줄이기 2단계 -「에너지살림도시, 서울」을 발표함) 서울시는 이후 2014년 8월 원전하나줄이기 2단계 -「에너지살림도시, 서울」을 발표하였다.

## 추진 사업
원전하나줄이기 사업은 '에너지 생산, 효율화, 절약'이란 3대 핵심분야를 중심으로 '신재생 에너지 생산 확대, 건물 에너지효율화, 친환경 고효율 수송시스템 구축, 녹색산업분야 일자리 창출, 에너지 저소비형 도시 공간구조로 개편, 에너지 저소비실천 시민문화 창출 등 6개 정책분야와, 각 분야에 걸친 총 71개의 사업을 통해 다각도로 진행되었다.

## 주요 성과
원전하나줄이기 사업은 서울형 FIT, 태양광 부지 임대료 개선 등 독창적인 사업과 제도개선을 통해 목표를 달성함으로써, 지역 에너지정책의 비전 및 성공적인 모델을 제시하였으며 시민이 직접 만들고 실행하는 '시민참여형 거버넌스 정책'이라는데에 의의가 있다.
원전하나줄이기 정책 시행 후 2년여 간 당초 목표를 두 배가량 웃돌며 가장 두각을 나타낸 것은 시민참여 바탕의 에너지 절약분야(약91만 TOE)였다. 효율화 분야(약87만 TOE), 생산 분야(약26만 TOE)는 그 뒤을 이었다.
그 결과 서울의 전력, 도시가스, 석유의 에너지 소비량은 모두 감소 추세로 전환되었다. 본격적인 성과가 나타나기 시작한 '13년의 경우 전국의 전력 소비량은 1.76% 증가하였으나 서울은 1.4% 감소하였다.

### 에너지 생산 분야
'에너지 생산' 분야와 관련해 서울시는 민자 635억 원으로 만들 3,756개소(69MW)의 햇빛발전소를 포함해 총 4천 억원의 민간자본을 유치, 30만 세대가 사용 가능한 전력을 깨끗한 각종 신ㆍ재상에너지로 생산할 수 있는 기반을 구축했다.

### 에너지 효율화 분야
'에너지 효율화 분야'에선 초저리(1.75%) 융자지원과 선투자ㆍ후비용 회수 방식 등으로 주택단열 등 건물효율화(BRP) 2만 호, 적은 에너지로 더 밝고 오래 비추는 LED 조명을 679만 개 보급했으며, 특히 정책금용공사와의 협력으로 서울시 재원 없이 서울시내 지하철 역사 243개의 43만개 조명도 LED로 모두 교체했다.

### 에너지 절약 분야
‘에너지 절약 분야’에선 시민참여형 에너지 절약프로그램인 에코마일리지 회원이 170만까지 급증하며 직장에서, 가정에서 절약을 생활화하는 문화적 변화를 일으켰다. ’13년엔 유엔공공행정상 ‘시민참여촉진분야‘ 우수상을 수상하기도 하였다.

## BI
건강한 생각과 행동이 하나 둘 모여서 도시가 밝게 빛나고, 그 건강한 도시들이 하나 둘 모여서 건강한 지구로 다시 되돌아가는 "힐링시티, 힐링어스(HEALING CITY, HEALING EARTH)" 컨셉을 표현하였다. 원전하나줄이기 BI는 시민공모로 선정되어 ㈜인터그램그래픽스 안동민 대표의 재능기부로 완성도를 높였다.

## 슬로건
- 절약하는 당신이 원전하나 줄이는 녹색 발전소
- 시민이 바꾸는 에너지 문화, 서울이 바뀌는 행복한 변화
- 함께 아낀 에너지, 함께 줄인 원전하나

원전하나줄이기 슬로건은 시민공모로 선정되었다.

## 캐릭터
원전하나줄이기의 캐릭터 명칭은 햇빛천사 동글이^^이며, 에너지를 절약하여 스스로 에너지를 만드는 서울시민의 얼굴을 형상화하였다. 캐릭터 이미지는 윤호섭 국민대학교 명예교수가 재능기부하였다.

## 수상 내역
- 2013.6 UN 공공행정상 - 정책결정에의 시민참여 촉진분야 우수상
- 2013.11 세계그린빌딩협의회(WGBC) 주관 제2회 거버먼트 리더십 어워즈
- 세계자연기금(WWF), 지속가능성을 위한 세계지방정부(ICLEI) 주관 이니셔티브 Earth Hour City Challenge(EHCC) - 2014 기후변화대응 행동 우수도시상

## 참고 문헌
1. ↑  “원전하나줄이기 사업 출처”. 2014년 10월 31일에 원본 문서에서 보존된 문서. 2013년 7월 4일에 확인함.
2. ↑  [http://env.seoul.go.kr/archives/43330 보관됨 2014-10-31 - 웨이백 머신
3. ↑  “서울시 원전줄이기 종합대책 무얼 담고 있나”. 이투뉴스. 2012년 4월 30일.